# 2010年斯诺克世界公开赛
2010年壹贰博世界公开赛是职业斯诺克积分排名赛，比赛时间为2010年9月18日至26日，地点为苏格兰会展中心。 
罗尼·奥沙利文在对决马克·金的比赛中轰出个人第10个单杆满分。 在得知满分并没有附加奖金后，奥沙利文是在裁判杨·沃哈斯的督促下才打进了最后的黑球完成比赛。
尼尔·罗伯逊在决赛中5比1战胜罗尼·奥沙利文成功卫冕。

## 奖金设置
| 冠军：£100,000 亚军：£40,000 4强：£20,000 8强：£12,500 16强：£7,500 32强：£5,000 64强：£2,500 96强：£1,500 | 预赛阶段单杆最高：£500 决赛阶段单杆最高：£4,000 共计：£502,500 |

## 签表

### 预赛阶段
前两轮于2010年8月21日至23日在世界斯诺克学院举行。第3轮的部分比赛被推迟到电视转播的决赛阶段进行。预赛均为5局3胜制。所示时间为英国夏令时间。

#### 第1轮
业余选手与排名64位以后的职业选手从此轮开始.

| - 8月21日 – 10:00 - 杰米·琼斯 3–0 Tony Knowles - Matt Williams 1–3 保罗·戴维森 - John Whitty 0–3 坦纳瓦特·迪拉彭派布恩 - 诺彭·希恩卡姆 3–1 Luca Brecel - 伊格尔·费戈雷多 3–2 刘闯 - 利安姆·海菲尔德 3–1 迈克尔·怀特 - 8月21日 – 12:00 - 贾斯汀·埃斯特里 3–2 Michael Wasley - Chris Norbury 3–0 Richard Beckman - 亚当·维奇尔德 2–3 詹姆斯·麦克贝恩 - Daniel Wells 3–1 杰米·奥尼尔 - 贾克·琼斯 1–3 乔·乔吉亚 - 帕特里克·华莱士 3–0 库尔特·马夫林 - 8月21日 – 16:00 - 杰克·利索夫斯基 3–1 Ryan Causton - 肖国栋 3–0 James Loft - Thepchaiya Un-Nooh 3–1 瑞恩·埃文斯 - Julian Logue 1–3 Joel Walker - Mike Finn 0–3 凯伦·威尔森 - Habib Subah 1–3 Darren Morgan | - 8月21日 – 18:00 - Mitchell Mann 0–3 本·伍勒斯登 - 安德鲁·帕吉特 2–3 库尔德什·约哈尔 - Anish Gokool 0–3 Sam Harvey - 帕特里克·爱因斯勒 2–3 德尔莫特·麦克格林奇 - 以萨拉·卡柴沃恩 2–3 James McGouran - Sam Baird 3–2 张安达 - 8月22日 – 10:00 - Gary Thomson 0–3 Lasse Münstermann - 安东尼·麦吉尔 3–1 Ian Glover - Mario Geudens 3–2 Jason Devaney - Anita Rizzuti 0–3 阿尔弗雷德·布尔登 - Allan Morgan 0–3 刘菘 - Marc Davis 0–3 马修·考奇 - 8月22日 – 12:00 - Wendy Jans 1–3 西蒙·贝德福德 - Jamie Edwards 1–3 Craig MacGillivray |

#### 第2轮
排名33–64位的职业选手从此轮开始。

| - 8月22日 – 12:00 - 杰米·伯内特 0–3 阿德里安·戈恩内尔 - 多米尼克·戴尔 3–1 Sam Harvey - 本·伍勒斯登 3–0 贾斯汀·埃斯特里 - 刘菘 3–1 巴里·品吉斯 - 8月22日 – 16:00 - 安东尼·汉密尔顿 1–3 詹姆斯·麦克贝恩 - 吉米·怀特 3–0 迈克尔·佳吉 - 德尔莫特·麦克格林奇 1–3 保罗·戴维森 - Mario Geudens 1–3 安东尼·麦吉尔 - 汤姆·福特 1–3 阿尔弗雷德·布尔登 - 保罗·戴维斯 3–2 James McGouran - 8月22日 – 18:00 - 布约恩·汉内维尔 3–2 乔·斯维尔 - Thepchaiya Un-Nooh 3–0 彼得·莱恩斯 - 西蒙·贝德福德 3–2 吉米·罗伯逊 - 利安姆·海菲尔德 2–3 费加尔·奥布莱恩 - 诺彭·希恩卡姆 0–3 马丁·戈尔德 - 马修·考奇 3–0 伊恩·麦克洛克 | - 8月23日 – 10:00 - 吉米·米奇 3–2 马克·乔伊斯 - 杰米·琼斯 3–0 Sam Baird - Darren Morgan 3–2 肖国栋 - 托尼·德拉科 3–1 Joel Walker - 乔·德兰尼 2–3 坦纳瓦特·迪拉彭派布恩 - Chris Norbury 1–3 艾伦·麦克马努斯 - 8月23日 – 12:00 - 斯图尔特·佩特曼 3–0 凯伦·威尔森 - 马修·塞尔特 3–1 Lasse Münstermann - 罗德·罗勒尔 2–3 奈吉尔·邦德 - 马库斯·坎贝尔 3–0 Daniel Wells - 杰克·利索夫斯基 1–3 安迪·希克斯 - 罗瑞·麦克罗德 3–1 库尔德什·约哈尔 - 8月23日 – 16:00 - 伊格尔·费戈雷多 3–0 戴维·吉尔伯特 - 罗伯特·米尔金斯 1–3 戴维·莫里斯 - 帕特里克·华莱士 1–3 乔·乔吉亚 - Craig MacGillivray 0–3 詹姆斯·瓦塔纳 |

#### 第3轮
排名前32位的选手从此轮开始。

| - 8月24日 – 10:00 - 朱德·特鲁姆普 3–0 坦纳瓦特·迪拉彭派布恩 - 傅家俊 3–2 阿尔弗雷德·布尔登 - 马修·塞尔特 0–3 马丁·戈尔德 - 费加尔·奥布莱恩 3–1 多米尼克·戴尔 - 8月24日 – 12:00 - 里奇·沃登 3–1 安迪·希克斯 - Darren Morgan 2–3 马修·史蒂文斯 - 安德鲁·希金森 3–1 梁文博 - 杰拉德·格林 2–3 乔·乔吉亚 - 马库斯·坎贝尔 3–1 西蒙·贝德福德 - 刘菘 3–1 迈克尔·霍尔特 - 8月24日 – 16:00 - 艾伦·麦克马努斯 3–0 安东尼·麦吉尔 - 詹姆斯·瓦塔纳 2–3 吉米·米奇 - 罗瑞·麦克罗德 1–3 奈吉尔·邦德 - 马克·戴维斯 3–0 杰米·琼斯 - 托尼·德拉科 1–3 史蒂芬·李 - 麦克·邓恩 3–1 瑞恩·戴 - 8月24日 – 18:00 - 戴维·莫里斯 3–0 本·伍勒斯登 - 马克·艾伦 2–3 詹姆斯·麦克贝恩 | - 8月24日 – 18:00 - 马修·考奇 3–0 保罗·戴维斯 - 肯·达赫迪 3–2 乔·佩里 - 斯图尔特·宾汉姆 2–3 杰米·柯普 - 9月18日 – 14:30 - 尼尔·罗伯逊 3–1 格雷姆·多特 - 阿利斯特·卡特 3–1 Thepchaiya Un-Nooh - 斯图尔特·佩特曼 2–3 史蒂芬·马奎尔 - 9月18日 – 不早于 19:00 - 史蒂夫·戴维斯 1–3 彼得·艾伯顿 - 肖恩·墨菲 0–3 戴维·哈罗德 - 9月19日 – 14:00 - 史蒂芬·亨德利 3–0 布约恩·汉内维尔 - 马克·威廉姆斯 3–0 伊格尔·费戈雷多 - 丁俊晖 3–0 阿德里安·戈恩内尔 - 9月19日 – 不早于 19:00 - 保罗·戴维森 1–3 吉米·怀特 - 马克·塞尔比 2–3 巴里·霍金斯 - 9月20日 – 12:30 - 马克·金 0–3 罗尼·奥沙利文 |

### 决赛阶段
比赛连续进行。每场比赛之间间隔15分钟。
每轮比赛对阵均为随机抽签产生。除决赛为9局5胜外，其余比赛均为5局3胜制。所示时间为英国夏令时间。

#### 32强
| - 9月20日 – 12:30 - 马修·史蒂文斯 2–3 艾伦·麦克马努斯 - 乔·乔吉亚 1–3 刘菘 - 9月20日 – 19:00 - 杰米·柯普 3–2 戴维·哈罗德 - 麦克·邓恩 1–3 马库斯·坎贝尔 - 9月21日 – 13:00 - 阿利斯特·卡特 1–3 马克·威廉姆斯 - 丁俊晖 3–1 吉米·米奇 - 史蒂芬·李 3–2 奈吉尔·邦德 - 9月21日 – 19:00 - 史蒂芬·亨德利 3–0 马克·戴维斯 - 彼得·艾伯顿 3–2 费加尔·奥布莱恩 | - 9月22日 – 12:30 - 尼尔·罗伯逊 3–1 戴维·莫里斯 - 9月22日 – 不早于 14:00 - 巴里·霍金斯 3–1 肯·达赫迪 - 詹姆斯·麦克贝恩 0–3 里奇·沃登 - 9月22日 – 19:00 - 朱德·特鲁姆普 2–3 史蒂芬·马奎尔 - 马丁·戈尔德 3–0 马修·考奇 - 9月23日 – 12:30 - 罗尼·奥沙利文 3–1 吉米·怀特 - 傅家俊 1–3 安德鲁·希金森 |

#### 16强
| - 9月23日 – 12:30 - 马库斯·坎贝尔 0–3 丁俊晖 - 9月23日 – 19:00 - 马克·威廉姆斯 3–2 巴里·霍金斯 - 彼得·艾伯顿 3–2 刘菘 | - 9月24日– 12:30 - 杰米·柯普 1–3 里奇·沃登 - 史蒂芬·亨德利 1–3 罗尼·奥沙利文 - 艾伦·麦克马努斯 0–3 史蒂芬·马奎尔 - 9月24日 – 19:00 - 尼尔·罗伯逊 3–2 安德鲁·希金森 - 史蒂芬·李 0–3 马丁·戈尔德 |

#### 四分之一决赛
| - 9月25日 – 13:00 - 马克·威廉姆斯 3–2 丁俊晖 - 彼得·艾伯顿 3–1 马丁·戈尔德 | - 9月25日 – 19:00 - 罗尼·奥沙利文 3–1 史蒂芬·马奎尔 - 里奇·沃登 1–3 尼尔·罗伯逊 |

#### 半决赛
- 9月26日 – 14:00
  -  彼得·艾伯顿 1–3  罗尼·奥沙利文
  -  马克·威廉姆斯 2–3  尼尔·罗伯逊

#### 决赛
| 决赛： 9局5胜。 裁判：艾利安·威廉姆斯. 2010年9月26日，苏格兰格拉斯哥，苏格兰会展中心。 |          |               |
| 罗尼·奥沙利文 · 英格兰                                                                 | 1–5      | 尼尔·罗伯逊 · |
| 51–75, 0–107 (107), 79–18 (72), 15–73 (59), 0–66 (66), 44–63                           |          |               |
| 72                                                                                     | 单杆最高 | 107           |
| 0                                                                                      | 单杆过百 | 1             |
| 1                                                                                      | 单杆50+  | 3             |

## 单杆过百
| - 139 乔·斯维尔 - 122 马克·戴维斯 - 115 Thepchaiya Un-Nooh - 113 费加尔·奥布莱恩 - 113 詹姆斯·麦克贝恩 - 108 安东尼·麦吉尔 - 108 朱德·特鲁姆普 - 108 马克·艾伦 - 105 杰米·柯普 - 104 刘菘 - 104 马修·史蒂文斯 - 103 里奇·沃登 - 101 戴维·莫里斯 | - 147, 135, 116 罗尼·奥沙利文 - 132 史蒂芬·马奎尔 - 129 费加尔·奥布莱恩 - 127 巴里·霍金斯 - 112 马克·威廉姆斯 - 110, 109 丁俊晖 - 109 马克·塞尔比 - 107, 103, 101 尼尔·罗伯逊 - 107 刘菘 - 102 里奇·沃登 |